# Szewczenkiwka (obwód chersoński)
Szewczenkiwka (ukr. Шевченківка) – wieś na Ukrainie, w obwodzie chersońskim, w rejonie berysławskim. W 2001 liczyła 278 mieszkańców, spośród których 263 posługiwało się językiem ukraińskim, a 15 rosyjskim.